# 恩讷珀河
51°21′56″N 7°27′16″E / 51.36556°N 7.45444°E

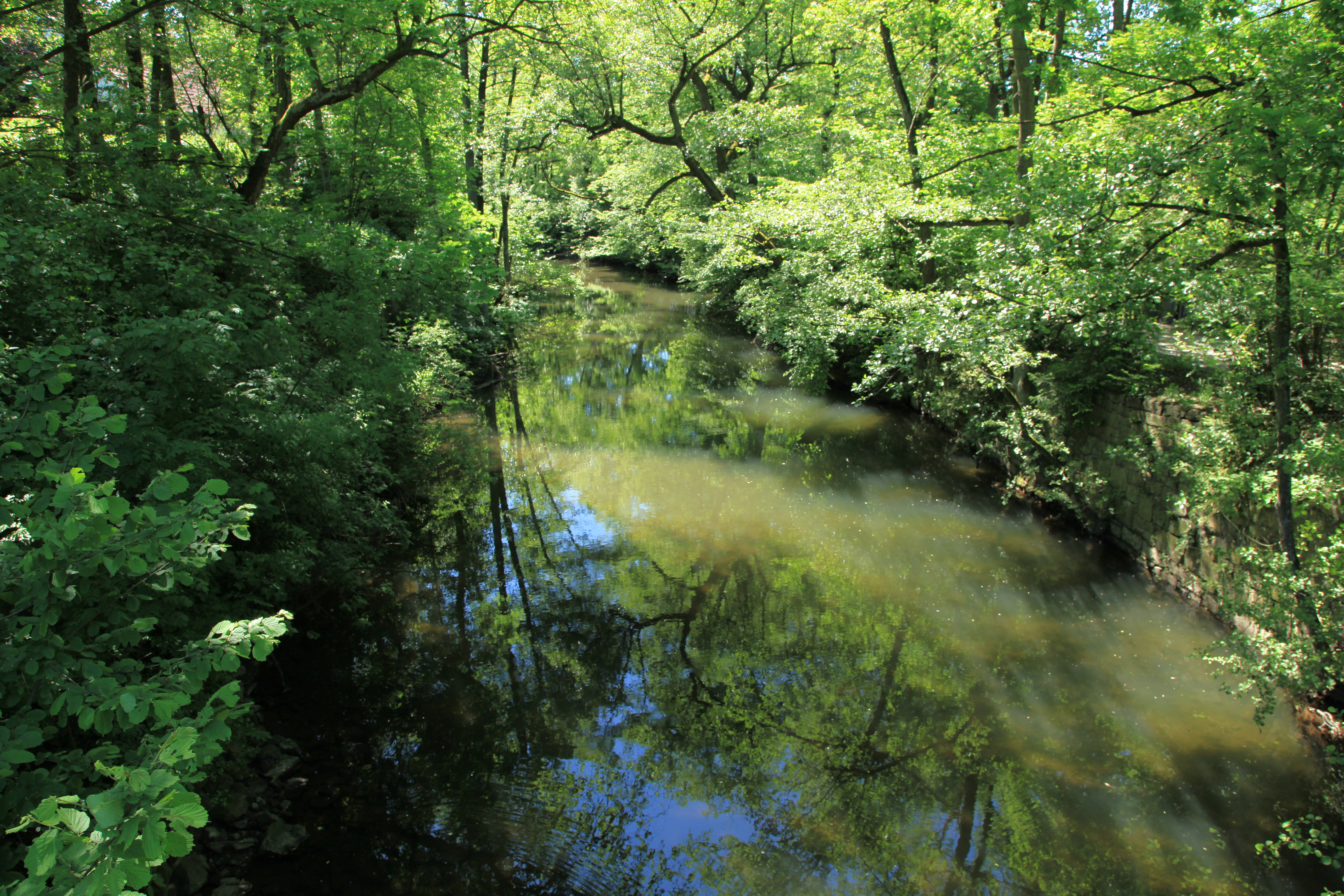

恩讷珀河（德語：Ennepe，發音：[ˈɛnəpə]）是德國北萊茵-威斯特法倫州的河流，位於該國西部，屬於福爾默河的支流，河道全長42公里，流域面積188平方公里。